# Facundo Callioni
Facundo Callioni est un joueur argentin de hockey sur gazon né le 9 octobre 1985 à Buenos Aires. Il a remporté avec l'équipe d'Argentine la médaille d'or du tournoi masculin aux Jeux olympiques d'été de 2016 à Rio de Janeiro.

## Liens externes

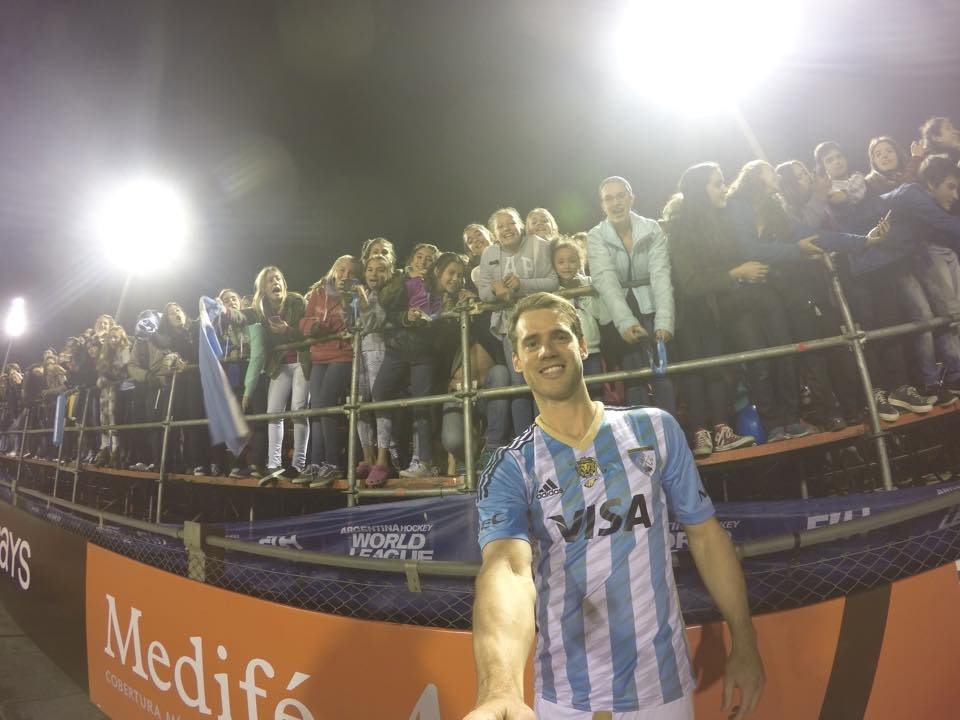
Facundo Callioni #HWL2015 en BsAs